# Distretto di Belait
Belait è il più grande distretto (daerah) del Brunei, oltre ad essere quello più occidentale. La parola "belait" deriva dal nome dei nativi della regione, il Popolo Belait. Il suo capoluogo è Kuala Belait. Belait è governato da un Ufficiale di distretto. L'attuale Ufficiale di distretto è Awang Ramlee bin Haji Jamudin.
Altre città importanti sono Seria e Sungai Liang.
Contava, al censimento 2018, 73.200 abitanti.

## Geografia fisica
Il distretto di Belait confina a nord con il Mar Cinese meridionale, ad est con il distretto di Tutong, a sud e ad ovest con lo stato malese di Sarawak.
La superficie del distretto è di 2.727 km², circa la metà dell'intero Brunei. Il paesaggio varia dalle paludi di torba e dalle foreste in pianura vicino alla costa, alle foreste pluviali montane presenti nelle zone interne.
Il fiume Belait (Sungai Belait) attraversa Belait ed è il più lungo fiume del Brunei. Il suo bacino idrico coincide pressappoco all'intero distretto.

## Geografia antropica

### Suddivisioni amministrative

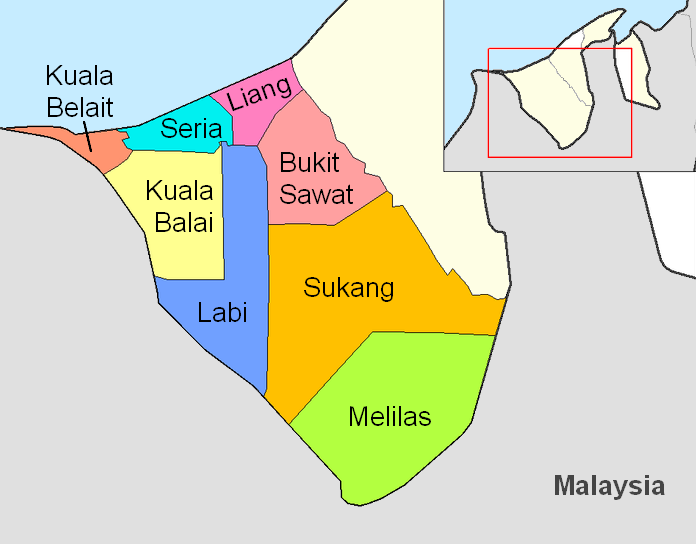
Mukim del distretto di Belait

Il distretto è suddiviso in 8 mukim, che prendono quasi sempre il nome dalla città più importante. Sono:
- Bukit Sawat
- Kuala Balai
- Kuala Belait
- Labi
- Liang
- Melilas
- Seria
- Sukang

Ogni mukim è composto da un numero variabile di kampongs (villaggi).

## Popolazione
La maggior parte degli abitanti del distretto vivono nel capoluogo Kuala Belait e nella città di Seria. La popolazione nativa, i Belait, insieme ai Bumiputera costituiscono la maggioranza degli abitanti. Una grande minoranza è di etnia cinese, soprattutto di lingua Cantonese, Taishan e Hakka. Il resto della popolazione è composto da Ibans, Penans e altre popolazioni indigene. È presente una larga comunità di immigrati (bianchi, indiani, filippini), occupati specialmente presso le industrie di gas e petrolio.
Nonostante sia il secondo distretto più popoloso, ha la peggiore densità (23 persone per km²) di tutti e quattro i distretti a causa della sua grande estensione. Le aree attorno alla costa sono più densamente popolate rispetto all'entroterra. Le aree urbane più popolate sono quelle del capoluogo Kuala Belait e della città petrolifera di Seria.

## Infrastrutture e trasporti

### Strade
Il distretto è collegato all'autostrada Muara-Tutong ad est (grazie alla circonvallazione Seria/Lumut) e a Sungai Tujoh e Miri ad ovest (grazie al Rasau Bridge). La maggior parte delle strade costiere, in particolare nelle aree urbane di Kuala Belait, Seria e Sungai Liang, sono asfaltate e in buone condizioni. Quelle verso le zone interne - Labi, Melilas e Sukang - sono parzialmente asfaltate, ma durante la stagione delle piogge possono essere soggette a smottamenti, frane ed allagamenti.

### Ferrovie
I giapponesi hanno costruito delle linee ferroviarie da Badas alla costa durante la Seconda guerra mondiale. Esse sono tuttora inutilizzate e cadute in rovina.

### Porti e traghetti
Il porto di Kuala Belait e uno dei tre porti del Brunei. Si trova lungo il fiume Belait ed è dedicato alle piccole imbarcazioni.
Un servizio di traghetti collega, dal 2005, Kuala Belait a Kampong Sungai Teraban attraverso il fiume Belait.

### Trasporto aereo
È presente un campo d'aviazione ad Anduki, un quartiere di Seria. Viene utilizzato soprattutto dalla Shell per trasportare personale della compagnia sugli impianti di trivellazione e sulle piattaforme al largo della costa.

## Economia
Il distretto di Belait, ed in particolare Seria, è il cuore dell'industria petrolifera e del gas del Brunei. Ha una larga comunità di lavoratori immigrati, soprattutto olandesi, grazie alla presenza della Shell nella regione.